# Баце
Баце је насељено место града Прокупља у Топличком округу. Према попису из 2022. било је 131 становника (према попису из 1991. било је 376 становника). Недалеко од места налази се локалитет римске терме.

## Демографија
У насељу Баце живи 256 пунолетних становника, а просечна старост становништва износи 50,2 година (46,9 код мушкараца и 53,4 код жена). У насељу има 119 домаћинстава, а просечан број чланова по домаћинству је 2,39.
Ово насеље је великим делом насељено Србима (према попису из 2002. године), а у последња три пописа, примећен је пад у броју становника.
|  |

| Демографија | Демографија | Демографија |
| Година      | Становника  | Становника  |
| ----------- | ----------- | ----------- |
| 1948.       | 819         |             |
| 1953.       | 831         |             |
| 1961.       | 735         |             |
| 1971.       | 630         |             |
| 1981.       | 509         |             |
| 1991.       | 376         | 376         |
| 2002.       | 284         | 307         |

| Етнички састав према попису из 2002.‍ | Етнички састав према попису из 2002.‍ | Етнички састав према попису из 2002.‍ | Етнички састав према попису из 2002.‍ | Етнички састав према попису из 2002.‍ |
| ------------------------------------ | ------------------------------------ | ------------------------------------ | ------------------------------------ | ------------------------------------ |
|                                      |                                      |                                      |                                      |                                      |
| Срби                                 | Срби                                 |                                      | 282                                  | 99,29%                               |
| Црногорци                            | Црногорци                            |                                      | 2                                    | 0,70%                                |
| непознато                            | непознато                            |                                      | 0                                    | 0,0%                                 |

| Година пописа     | 1948. | 1953. | 1961. | 1971. | 1981. | 1991. | 2002. |
| ----------------- | ----- | ----- | ----- | ----- | ----- | ----- | ----- |
| Број домаћинстава | 136   | 143   | 146   | 142   | 148   | 124   | 119   |

| Број чланова      | 1  | 2  | 3  | 4  | 5 | 6 | 7 | 8 | 9 | 10 и више | Просек |
| ----------------- | -- | -- | -- | -- | - | - | - | - | - | --------- | ------ |
| Број домаћинстава | 31 | 44 | 23 | 14 | 3 | 3 | 1 | 0 | 0 | 0         | 2,39   |

| Пол    | Укупно | Неожењен/Неудата | Ожењен/Удата | Удовац/Удовица | Разведен/Разведена | Непознато |
| ------ | ------ | ---------------- | ------------ | -------------- | ------------------ | --------- |
| Мушки  | 127    | 33               | 82           | 7              | 4                  | 1         |
| Женски | 133    | 14               | 80           | 35             | 4                  | 0         |
| УКУПНО | 260    | 47               | 162          | 42             | 8                  | 1         |

| Пол    | Укупно                    | Пољопривреда, лов и шумарство | Рибарство                            | Вађење руде и камена | Прерађивачка индустрија       |
| ------ | ------------------------- | ----------------------------- | ------------------------------------ | -------------------- | ----------------------------- |
| Мушки  | 70                        | 19                            | 0                                    | 0                    | 21                            |
| Женски | 18                        | 10                            | 0                                    | 0                    | 4                             |
| УКУПНО | 88                        | 29                            | 0                                    | 0                    | 25                            |
| Пол    | Производња и снабдевање   | Грађевинарство                | Трговина                             | Хотели и ресторани   | Саобраћај, складиштење и везе |
| Мушки  | 0                         | 8                             | 8                                    | 1                    | 6                             |
| Женски | 0                         | 0                             | 1                                    | 1                    | 0                             |
| УКУПНО | 0                         | 8                             | 9                                    | 2                    | 6                             |
| Пол    | Финансијско посредовање   | Некретнине                    | Државна управа и одбрана             | Образовање           | Здравствени и социјални рад   |
| Мушки  | 0                         | 0                             | 4                                    | 1                    | 1                             |
| Женски | 0                         | 0                             | 0                                    | 2                    | 0                             |
| УКУПНО | 0                         | 0                             | 4                                    | 3                    | 1                             |
| Пол    | Остале услужне активности | Приватна домаћинства          | Екстериторијалне организације и тела | Непознато            | Непознато                     |
| Мушки  | 1                         | 0                             | 0                                    | 0                    | 0                             |
| Женски | 0                         | 0                             | 0                                    | 0                    | 0                             |
| УКУПНО | 1                         | 0                             | 0                                    | 0                    | 0                             |